# Persone di cognome Burton
| Questa pagina contiene informazioni ricavate automaticamente dalle voci biografiche con l'ausilio del template Bio e di un bot. L'aggiornamento è periodico e automatico e ricostruisce completamente la pagina. Se manca una persona in questa lista, sei pregato di non aggiungerla, ma accertati piuttosto che la sua voce biografica contenga il template Bio e che i dati anagrafici siano correttamente compilati. Se il template Bio manca, inseriscilo tu stesso o, in alternativa, metti l'avviso {{tmp\|Bio}} che ne segnala la mancanza. Se i dati riportati sono sbagliati, correggi direttamente la voce biografica; le modifiche saranno visibili in questa lista entro pochi giorni. Per chiarimenti vedi il progetto antroponimi. La lista contiene solo le 65 persone che sono citate nell'enciclopedia e per le quali è stato implementato correttamente il template Bio. Pagina aggiornata al 23 lug 2025. |

Questa è una lista di persone presenti nell'enciclopedia che hanno il cognome Burton, suddivise per attività principale.

## Allenatori di calcio(1)
- Terry Burton, allenatore di calcio e ex calciatore inglese (Camden Town, n. 1952)

## Architetti(1)
- Decimus Burton, architetto inglese (Londra, n. 1800 - St Leonards-on-Sea, † 1881)

## Attori(7)
- Dan Burton, attore, cantante e ballerino inglese (n. 1985)
- Frederick Burton, attore statunitense (Gosport, n. 1871 - Woodland Hills, † 1957)
- Steve Burton, attore e doppiatore statunitense (Indianapolis, n. 1970)
- LeVar Burton, attore e regista statunitense (Landstuhl, n. 1957)
- Norman Burton, attore statunitense (New York, n. 1923 - Imperial, † 2003)
- Robert Burton, attore statunitense (Eastman, n. 1895 - Woodland Hills, † 1962)
- Tony Burton, attore e pugile statunitense (Flint, n. 1937 - Menifee, † 2016)

## Attrici(3)
- Amanda Burton, attrice britannica (Derry, n. 1956)
- Charlotte Burton, attrice statunitense (San Francisco, n. 1881 - Los Angeles, † 1942)
- Kate Burton, attrice britannica (Ginevra, n. 1957)

## Bassisti(1)
- Cliff Burton, bassista statunitense (Castro Valley, n. 1962 - Ljungby, † 1986)

## Calciatori(4)
- Deon Burton, ex calciatore giamaicano (Reading, n. 1976)
- Mark Burton, ex calciatore neozelandese (Wellington, n. 1974)
- Sagi Burton, ex calciatore nevisiano (Birmingham, n. 1977)
- Samuel Burton, calciatore inglese (Swindon, n. 1926 - † 2020)

## Cantanti(2)
- John Balance, cantante, compositore e musicista britannico (Mansfield, n. 1962 - † 2004)
- Debbie Burton, cantante statunitense

## Cavalieri(1)
- Christopher Burton, cavaliere australiano (Toowoomba, n. 1981)

## Cestiste(2)
- Natalie Burton, cestista e allenatrice di pallacanestro australiana (Perth, n. 1989)
- Veronica Burton, cestista statunitense (Newton, n. 2000)

## Cestisti(5)
- Deonte Burton, ex cestista statunitense (Los Angeles, n. 1991)
- Ed Burton, cestista statunitense (Blytheville, n. 1939 - Muskegon, † 2012)
- Joe Burton, cestista statunitense (Soboba, n. 1990)
- Deonte Burton, cestista statunitense (Milwaukee, n. 1994)
- Willie Burton, ex cestista statunitense (Detroit, n. 1968)

## Chimici(1)
- William Merriam Burton, chimico statunitense (Cleveland, n. 1865 - Miami, † 1954)

## Chitarristi(1)
- James Burton, chitarrista statunitense (Dubberly, n. 1939)

## Doppiatori(1)
- Corey Burton, doppiatore statunitense (San Fernando Valley, n. 1955)

## Egittologi(2)
- Harry Burton, egittologo e fotografo britannico (Lincolnshire, n. 1879 - † 1940)
- James Burton, egittologo inglese (n. 1788 - Edimburgo, † 1862)

## Esploratori(1)
- Richard Francis Burton, esploratore, traduttore e orientalista britannico (Torquay, n. 1821 - Trieste, † 1890)

## Fumettiste(1)
- Nancy Kalish, fumettista statunitense (Manhattan, n. 1941)

## Giocatori di football americano(4)
- Brandon Burton, giocatore di football americano statunitense (Germania, n. 1989)
- Jermaine Burton, giocatore di football americano statunitense (Atlanta, n. 2001)
- Michael Burton, giocatore di football americano statunitense (Long Valley, n. 1992)
- Stephen Burton, ex giocatore di football americano statunitense (Lakewood, n. 1989)

## Giornalisti(1)
- Harry Burton, giornalista e fotografo australiano (Brisbane, n. 1968 - Sarobi, † 2001)

## Golfisti(1)
- William Burton, golfista statunitense (Vicksburg, n. 1875 - Denver, † 1914)

## Musicisti(1)
- Danger Mouse, musicista, cantautore e produttore discografico statunitense (White Plains, n. 1977)

## Nuotatori(1)
- Mike Burton, ex nuotatore statunitense (Des Moines, n. 1947)

## Piloti automobilistici(1)
- Jeff Burton, pilota automobilistico statunitense (South Boston, n. 1967)

## Pittori(1)
- Frederic William Burton, pittore irlandese (Contae Chill Mhantáin, n. 1816 - Londra, † 1900)

## Politiche(3)
- Joan Burton, politica irlandese (Stoneybatter, n. 1949)
- Sala Burton, politica statunitense (Białystok, n. 1925 - Washington, † 1987)
- Sylvanie Burton, politica dominicense (Salybia)

## Politici(3)
- Dan Burton, politico statunitense (Indianapolis, n. 1938)
- John L. Burton, politico statunitense (Cincinnati, n. 1932)
- Phillip Burton, politico statunitense (Cincinnati, n. 1926 - San Francisco, † 1983)

## Registi(2)
- David Burton, regista statunitense (Odessa, n. 1877 - New York, † 1963)
- Tim Burton, regista, sceneggiatore e produttore cinematografico statunitense (Burbank, n. 1958)

## Rugbisti a 15(2)
- Kris Burton, rugbista a 15 italiano (Brisbane, n. 1980)
- Mike Burton, ex rugbista a 15 e imprenditore britannico (Maidenhead, n. 1945)

## Saggisti(1)
- Robert Burton, saggista inglese (Lindley, n. 1577 - Oxford, † 1640)

## Sceneggiatori(1)
- Mark Burton, sceneggiatore e regista britannico (n. 1960)

## Scrittrici(2)
- Isabel Burton, scrittrice e esploratrice britannica (Londra, n. 1831 - Londra, † 1896)
- Jessie Burton, scrittrice e attrice teatrale britannica (Londra, n. 1982)

## Stiliste(1)
- Sarah Burton, stilista inglese (Macclesfield, n. 1974)

## Storici(1)
- John Hill Burton, storico scozzese (Aberdeen, n. 1809 - Morton House, † 1881)

## Tenniste(2)
- Alison Burton, tennista australiana (Melbourne, n. 1921 - Hobart, † 2014)
- Veronica Burton, ex tennista britannica (Londra, n. 1952)

## Tennisti(1)
- Lewis Burton, ex tennista e modello britannico (Londra, n. 1992)

## Velisti(1)
- Tom Burton, velista australiano (Sydney, n. 1990)

## Vibrafonisti(1)
- Gary Burton, vibrafonista statunitense (Anderson, n. 1943)